# Red House (New York)
Pour les articles homonymes, voir Red House (homonymie).
Red House est une ville située dans le comté de Cattaraugus, dans l'État de New York, aux États-Unis,. En 2010, elle comptait une population de 38 habitants, estimée au 1er juillet 2016 à 35 habitants.

## Histoire
La zone qui allait devenir la ville a été colonisée pour la première fois par des étrangers après 1827. La ville de Red House a été formée en 1869 à partir d'une partie de la ville de Salamanca. Elle a été nommée en raison de son célèbre point de repère, la Red House, une maison datant de la guerre de Sécession, située au confluent d'un petit ruisseau (appelé plus tard Red House Creek) et de la rivière Allegheny. La maison était remarquable par son étrange couleur cramoisie foncée et avait été construite à l'origine comme une maison de repos pour ceux qui voyageaient le long de la rivière.
Les habitants ont exprimé leur scepticisme quant à l'existence d'une histoire sordide prétendant que la maison était hantée par les membres de la famille Frecks (la rumeur sur Internet prétendait que plusieurs membres de cette riche famille étaient morts dans une affaire qui impliquait un adultère fraternel, un exil, des suicides et la mort mystérieuse du patriarche de la famille) et qui aurait une base historique et une description de 1965 de l'origine du nom de Red House mentionne que le propriétaire initial de la maison est « inconnu ». Parmi les nombreuses histoires de fantômes qui sont réputées à Red House, l'histoire des Frecks n'en fait pas partie. La maison était un restaurant et un hôtel dans ses dernières années et, comme la plupart des autres dans la ville, a été démolie au début des années 1990. Une chronique de 1953 dans The Bradford Era fait état d'une légende selon laquelle la maison appartenait à l'origine à un Amérindien à l'époque où l'exploitation forestière a commencé dans la région une variante de l'histoire, imprimée dans un autre journal, en 1962, et réimprimée en 1972, affirme que seule la porte de la maison était peinte en rouge. 

## Démographie
Lors du recensement de 2010, la ville comptait une population de 38 habitants. Elle est estimée, en 2016, à 35 habitants.